# Louis McLane
Louis McLane (ur. 28 maja 1786 w Smyrnie, zm. 7 października 1857 w Baltimore) – amerykański polityk.

## Życiorys
Urodził się 28 maja 1786 w Smyrnie, jako syn Roberta Milligana McLane’a. Po odebraniu podstawowej edukacji, w 1798 roku wstąpił do Marynarki Wojennej i został midszypmenem i przez rok służył na okręcie USS Philadelphia. Następnie wstąpił na Newark College, studiował nauki prawne i po przyjęciu do palestry otworzył prywatną praktykę prawniczą w Smyrnie. Służył w czasie wojny amerykańsko-brytyjskiej. W 1817 roku został członkiem  Izby Reprezentantów (z ramienia Partii Federalistycznej) i zasiadał tam przez dziesięć lat. W 1827 roku wygrał wybory do Senatu, jednak po dwóch latach zrezygnował z mandatu. Andrew Jackson mianował go wówczas posłem pełnomocnym w Wielkiej Brytanii. Na placówce w Londynie przebywał dwa lata, kiedy to prezydent powołał go w skład gabinetu, na stanowisko sekretarza skarbu. Pomimo że Jackson był przeciwnikiem Drugiego Banku Stanów Zjednoczonych, to McLane nie zgadzał się jego poglądami. Zasiadając w Kongresie popierał ideę banku centralnego i wezwał do odnowienia jego mandatu w 1832 roku. Gdy Jackson uzyskał reelekcję na stanowisku prezydenta naciskał McLane’a by wycofał depozyty federalne z banku. Sekretarz skarbu odmówił, lecz, nie chcąc pogłębiać konfliktu, zgodził się zrezygnować ze stanowiska i zostać sekretarzem stanu. Na tym stanowisku starał się rozwiązać długotrwały spór z Francją w sprawie szkód wyrządzonych amerykańskiemu handlowi zagranicznemu podczas wojen napoleońskich. Pomimo podpisanego traktatu rząd francuski odmówił wydania, przewidzianych w nim płatności, zatem McLane wspierał politykę odwetu wobec francuskiego eksportu. Gdy Andrew Jackson sprzeciwił się takiej polityce, McLane zrezygnował ze stanowiska w 1834 roku. Jedenaście lat później zdecydował się powrócić do służby dyplomatycznej, gdy James Polk mianował go ponownie posłem pełnomocnym w Wielkiej Brytanii. Z placówki w Londynie wrócił w 1846 roku. Zmarł 7 października 1857 roku w Baltimore.